# Rolf Pipping
Hugo Rudolf "Rolf" Pipping (1 de junho de 1889, em Quiel, Alemanha - 7 de dezembro de 1963 na Finlândia) foi um sueco-finlandês escritor e linguista, professor de Filologia e Língua Sueca na Universidade Åbo Akademi 1928-1956 e 1936-1942, onde foi diretor.